# 海難事故

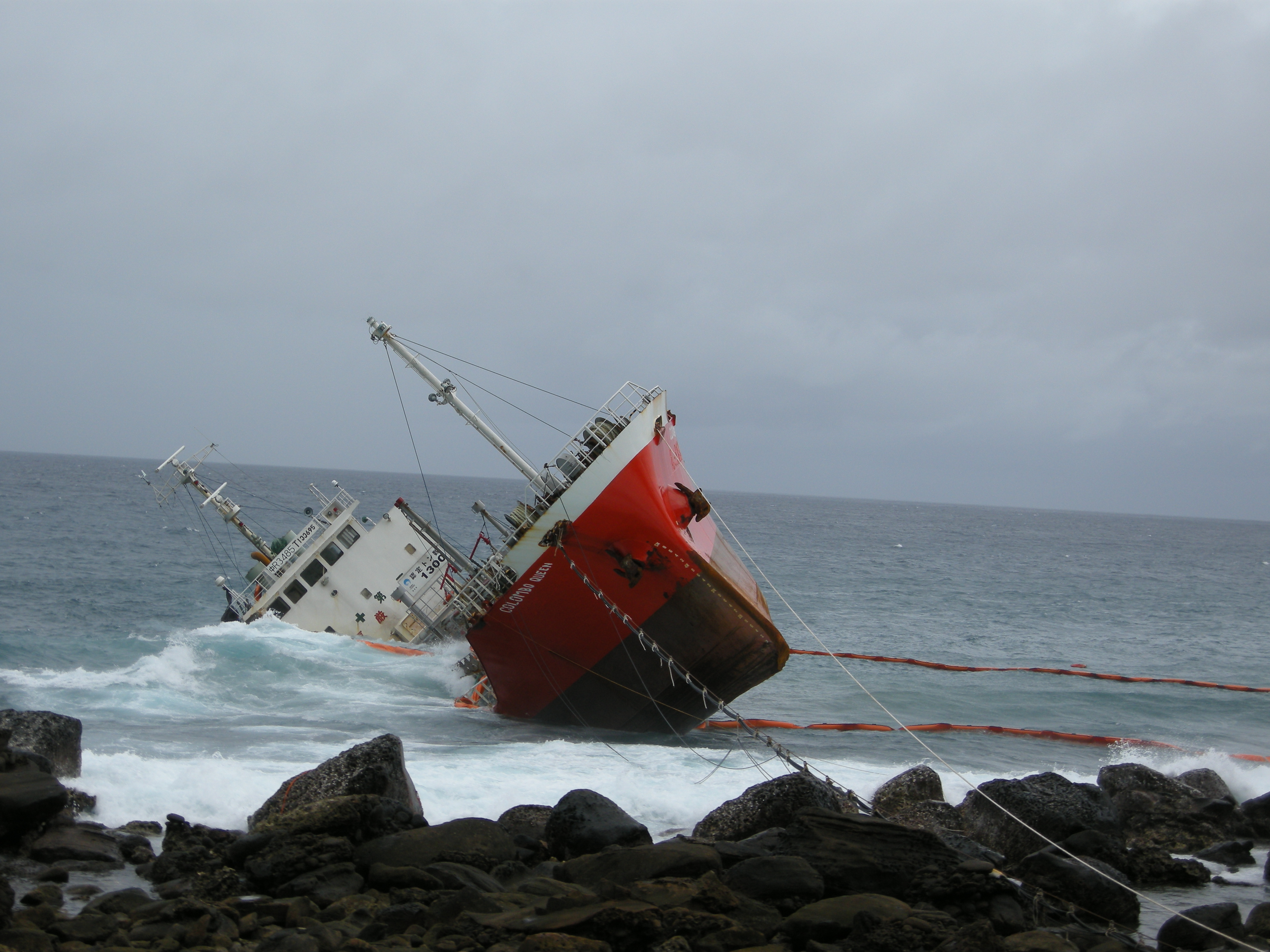
2009年に起きた海難事故

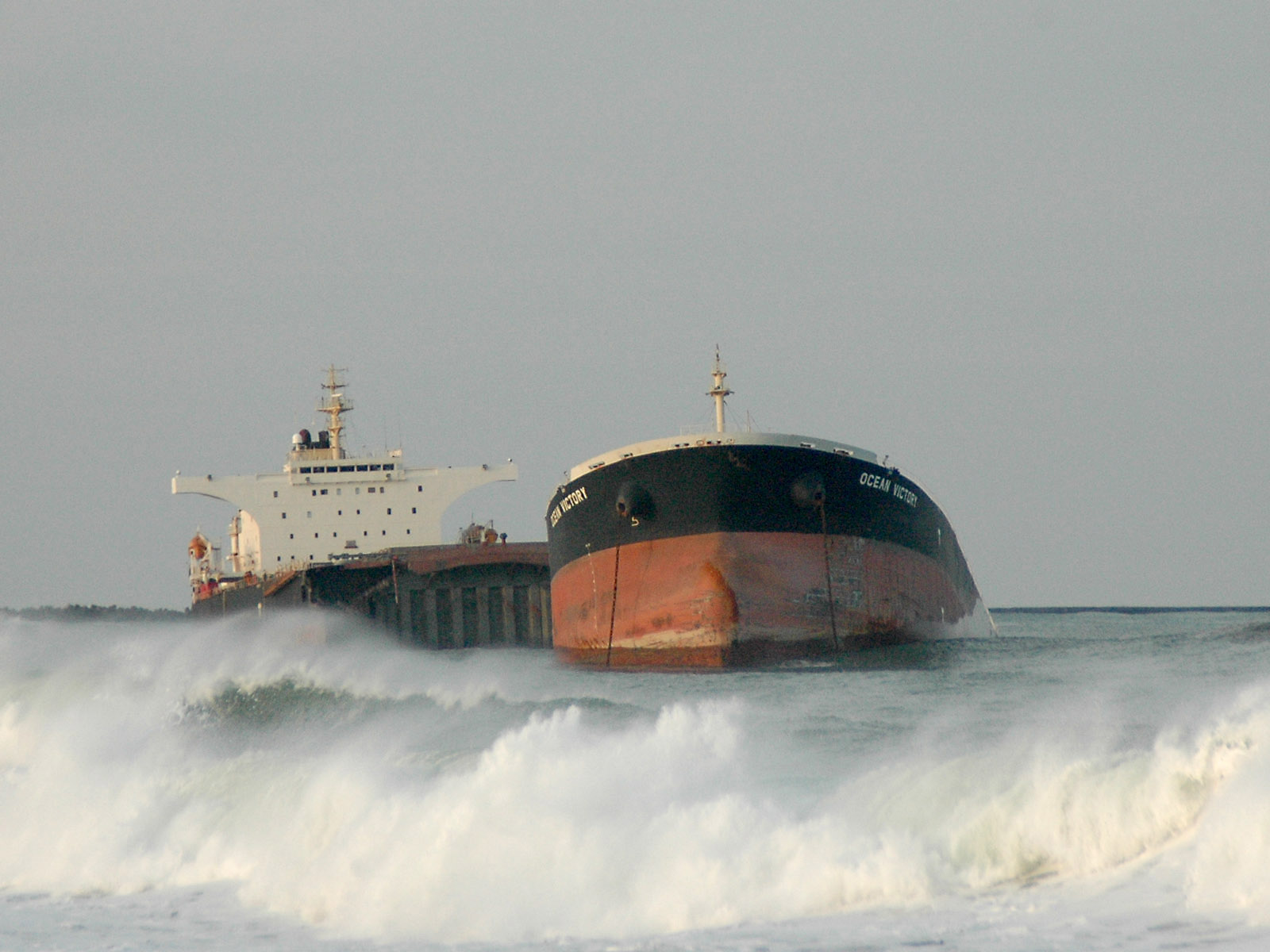
2006年10月に鹿島灘で発生した香港船籍の貨物船「オーシャン・ヴィクトリー」の座礁事故

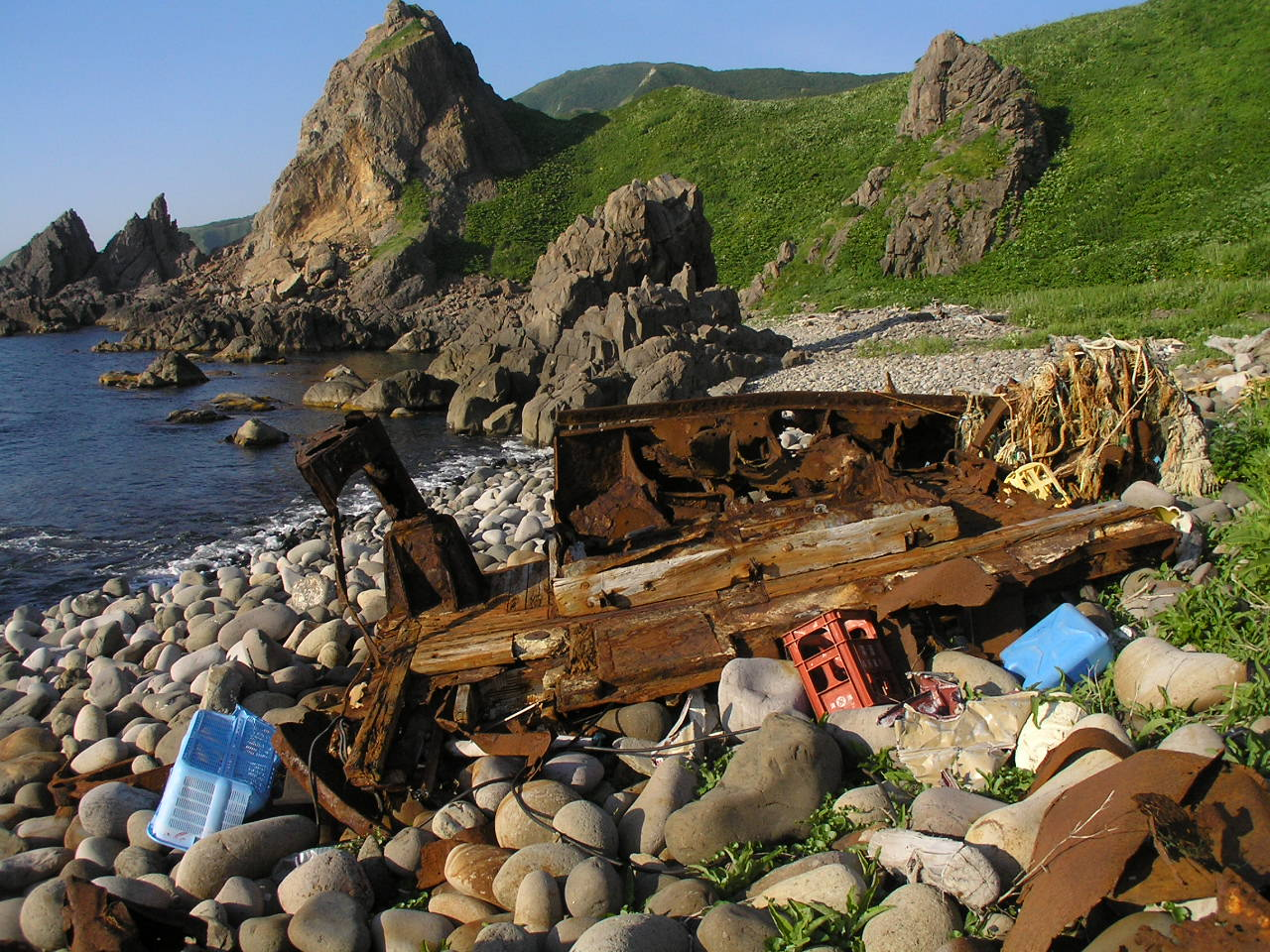
積丹半島 西の河原に残骸となって今なお残る難破船。積丹半島は、船の難所であった。

海難事故（かいなんじこ）は、海上および隣接水域における船舶に関して生じた事故であり、人や船舶やその積荷に損傷を生じるもののことである。
本記事では海難事故に加えて、それと関連のある「海難」という概念についても解説する。

## 概説
海難事故とは、一般的に、海上および隣接水域における船舶に関して生じた事故で、（かつ）人や船舶や積荷に損傷を生じるもののことである。海難事故は事故の一種である。
「海難事故」を略して「海難」と呼ぶこともがあるが、両者の指す範囲は異なっており、海難のほうはより広義の海上危険(maritime perils)の一種で、イギリスの海上保険法では海上危険を、海難、火災、戦時危険、海賊、窃盗、拿捕捕獲、押止押差、投荷、船員の悪行、その他類似の危険及び保険証券記載の危険に分けている。
歴史的には海難(perils of the sea)は、狭義に風浪の異常など絶対的自然力により発生する海に固有の危険のみが海難とされたこともあった。しかし、現代では平穏な海上で船舶が暗礁に乗り上げて沈没した場合や、他船の過失によって衝突し浸水沈没した場合も海難として扱われている。海難を海の作用に限らない考え方は少なくとも19世紀後半には一般的になっていた。
日本の海難審判法2条に定義される「海難」も以下のようなものとなっている。
1. 船舶の運用に関連した船舶又は船舶以外の施設の損傷（海難審判法2条1号）
2. 船舶の構造、設備又は運用に関連した人の死傷（海難審判法2条2号）
3. 船舶の安全又は運航の阻害（海難審判法2条3号）

冒頭の定義文に「平時に」と書かれているように、一般的に戦時のもの、つまり戦争に起因する被害は「海難事故」に含まれない、とすることが多い。海難には船舶の衝突、乗り上げ、火災、沈没、エンジン事故、操舵装置の事故なども含まれる。船舶の大型化・巨大化と海上物流のグローバル化の傾向にあるため、大きな海難が発生すると、海難防止制度や海上保険制度にも大きな影響を与えるようになった。
なお、日常用語では「難破（なんぱ）」ということもあるが、専門用語では、難破（シップレック、shipwreck）は、風浪の作用によって船舶が打ち砕かれ、船体の一部あるいは積荷が海岸に打ち揚げられたり海上を漂ったりすることをいう。

### 事故の態様

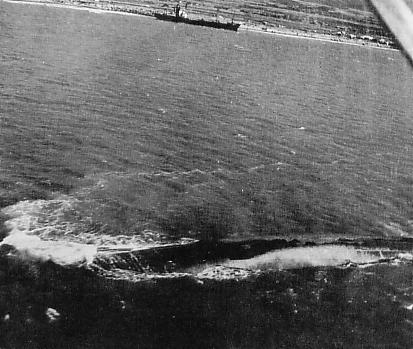
転覆（洞爺丸 1954年）

海難事故の態様としては、以下のようなものがある。

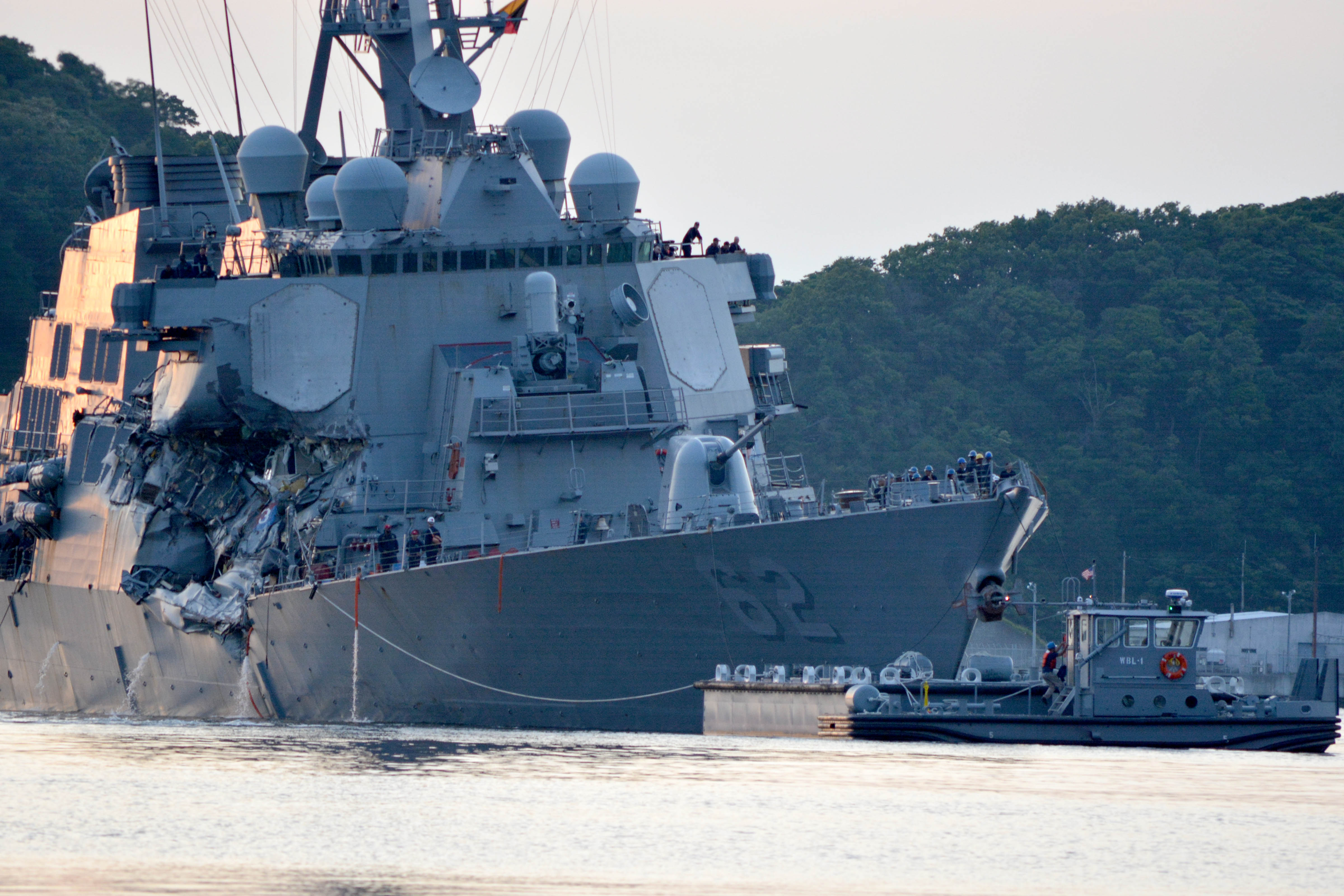
民間のコンテナ船ACX クリスタルと衝突し破損したアメリカ海軍のフィッツジェラルド

- 衝突
広義には船体が海水以外の外部の物体（他の船舶、防波堤、桟橋、突堤、浮標、灯台等）と接触することをいい、狭義には船舶が他の船舶と衝突することをいう[3]。法令上、契約上の「衝突」の範囲はそれぞれ異なる。
- 座礁（坐礁）
座礁は一般的には船舶が偶発的原因により所定の航路を離れて岩礁、海岸、浅瀬に乗揚げ航行を阻害されることをいう[3]。
- 沈没
沈没がいかなる状態か学説は分かれるが、一般的には船体の水面下への没入が全部か一部かを問わず、船舶が浸水によって航行性を奪われることをいう[3]。木材等の浮力のある積荷の影響や浅瀬での事故などでは船体の一部が海上に現れたままのこともあるが船舶の航行性が奪われていれば沈没と呼ぶべきとされている[3]。
- 転覆（英語版）
転覆（洞爺丸 1954年）
船体がなんらかの理由（復原性の不足、気象・海象など）で上下逆になるもの。横倒しになるとたいてい沈没するが、完全にさかさまになってしまうと空気が船底に溜まって浮袋の役目をするため、沈まないことも多い。
- 機関故障・推進器故障・かじ故障などによる漂流
なんらかの理由で航行できなくなり、海上を漂うもの。

このほか海難以外の広い意味での海上危険（航海危険）に含まれるものに、火災、海賊、窃盗、投荷、船員の悪行、戦時危険（perils of war）などがある。

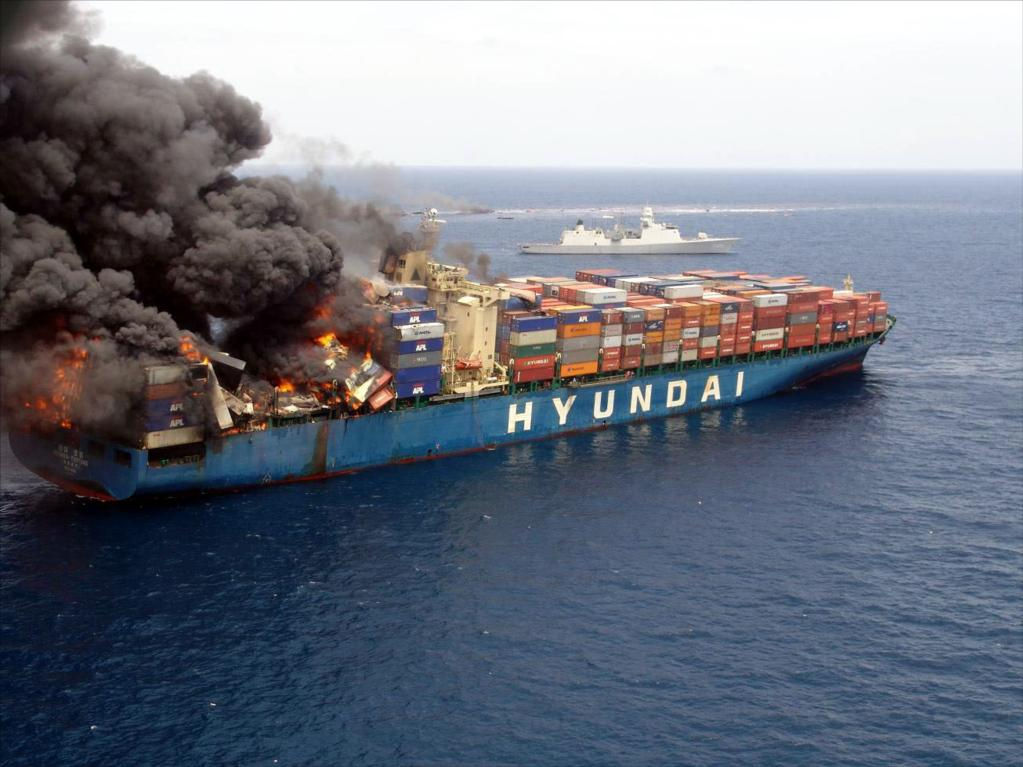
火災（Hyundai Fortune 2006年）

### 事故の原因
海難事故の原因となるものには、以下のようなものがある（例示）。
- 船員の操船技術に関連するもの
操縦のミスによるもの。
- 船員の判断の過誤に関連するもの
気象・海象に対する不注意、天候の読み違えによるもの、海上法規（海事法）や慣行の解釈ミス・誤解によるもの、（法律軽視で）見張り不十分による他船・桟橋・氷山との接触・衝突など。
- 船舶の堪航能力に関連するもの
設計ミス、材質の強度不足、構造欠陥などによるもの。小規模な船体損傷から船体折損などの重大なものまで、さまざまなものがある。改造・当初予定とは別の用途への転用などの結果、問題点が顕在化するケースなどもある（運用の問題とも関係する）。
- 船舶の搭載機関・搭載機器の整備不良、管理・運用に関連するもの
整備不良、施設管理の不備などに由来するもの。積載重量オーバー・荷崩れ（英語版）など運用管理に由来するもの。

## 事故の影響
引き起こされる結果としては、以下のようなものがある（例示）。
- 人的損害
死亡・怪我など。
- 物的損害
船体の喪失・荷物の流失・港湾施設の損壊など。
- 自然損害
燃料・輸送物の漏洩・散乱による海洋汚染など。オイルタンカーの海難事故の場合には特に大きな被害の発生が報告されている。

## 海難事故の法的扱い
海難事故は、船という陸上での経験があまり通用しない交通機関にかかわるものであること、独特の法的規制や慣習があることなどに鑑み、法的に特殊な扱いがなされる場合がある。

### 日本における海難事故の法的扱い
日本では、一般に事故をめぐる責任の追及については民事上の責任や刑事上の責任が問題となり、海難事故に関しても同様である。ただし、関係者が生還しないケースも少なくなく、また証拠となる物も回収が容易ではないために原因の解析が困難なことも珍しくない。海難事故の場合には特に将来的な海難の防止という観点から、運輸安全委員会による海難事故の究明（運輸安全委員会設置法1条）がなされ、故意・過失によって海難を発生させた船員に対しては海難審判所の海難審判による懲戒がなされる（海難審判法1条）。なお、海難事故の究明や海難審判について以前は海難審判庁が担っていたが、2008年10月の法改正により海難審判庁は廃止され現行の体制に移行した。

## 海難事故の損害賠償枠組み
一般的な海難事故の損害賠償については、通常の損害賠償保険によって扱われる。
しかしながら海難事故の場合、特にオイルタンカーの事故などの際には、その汚染規模が大きく、被害額・除染費用などが巨額に上ることが少なくなく、補償の実効性には疑問が持たれるケースも少なからず存在した。そのため、1967年のトリー・キャニオン号事故を契機として1969年には「油による汚染損害についての民事責任に関する国際条約」が作られ、以下幾度か改定されている。
この条約では、タンカー事故などについて、ほとんど無過失責任であるといえるレベルの損害賠償責任を負わせている。また、現実的な被害救済のために、一定量以上の荷主に拠出を義務付けるなどして国際基金を整備し、確実に補償がなされるような枠組みを作っている。
日本国内では、この条約に基づいて船舶油濁損害賠償保障法が制定されている。また、保険未加入船舶については入港を拒否するといった方法で、補償が期待できないような被害の発生を防止している。アメリカ軍の艦艇が関わる事故の場合、アメリカ側の艦艇や関係者はアメリカ（主にアメリカ沿岸警備隊）が、民間の船舶は海上保安庁がそれぞれ捜査を行う。

## 対策
神頼み・願掛け
- 日本 - 海神を祀る神社、金刀比羅宮、正福寺 (鳥羽市)
- 中国 - 媽祖
- 船霊、守護聖人エラスムス、船の精クラバウターマン[6]
- 奉納船
- 浦終い
- 海上安全祈願祭
- 船乗りの入れ墨（英語版） - 願掛けと共に、事故による遺体の変形・損壊が起きた後でも身元が分かるように

対策スタッフ
水難救助・海難救助として、以下のスタッフが対応する。
- 海難救助隊
- 潜水士
- 救難員
- 降下救助員

救助機材
- 巡視艇
- 消防艇
- 救難艇
- 海保ヘリ、航空機

インフラ
- 航海データ記録装置
- 船舶工学
- 安全工学
- 救命胴衣（ライフジャケット）、イマーションスーツ
- 救命ボート（救命いかだ）・救命浮輪（救命浮環）・救命浮器
- 非常用位置指示無線標識装置(イーパブ、E-PIRB）
- 捜索救助用レーダートランスポンダ(SART)、自動船舶識別・捜索救助用レーダートランスポンダ（AIS-SART）
- 持運び式双方向無線電話装置

法
- 海上における遭難及び安全に関する世界的な制度(GMDSS)
- 海上における人命の安全のための国際条約（SOLAS条約）
- 小型船舶安全規則[7]
- 船舶安全法施行規則[8]

教育
防災組織の海難救助訓練の他、防災組織による一般市民向けに教育を行っている。海に放り出されたら、「浮いて待て」と教えている。浮いている物に捕まったり、体を大の字に広げ首だけを出す浮く姿勢をすることで救助される確率が上がる。
その一方、日本水難救済会は波が鼻や口に入って呼吸困難になることから、イカ泳ぎという泳法を推奨している。
海上保安庁は、以下の心得を呼び掛けている。
1. 発航前、機関や燃料等の点検の実施
2. 航行時、常時見張りの徹底
3. 故障時に備え、救助支援者の確保

## 海難事故に関する作品一覧

### 絵画
- ターナーの作品。複数あり。 「難破船」など。
- テオドール・ジェリコーの「メデューズ号の筏」

### ノンフィクション
- 『沈んだ船を探り出せ』

アメリカの小説家、クライブ・カッスラーが稼いだ印税を使って沈船の探索を行なった記録。
- 『パーフェクトストーム』（1997年）

### フィクション
- ポセイドン・アドベンチャー（1969年）

### 映画
- タイタニックの沈没を扱った映画は1912年以来 多数作られている。→
- ポセイドン・アドベンチャー（1972年～）
- 東京湾炎上（1975年）
- 白い嵐(1996年)
- ブリタニック (映画)（2000年）
- パーフェクト ストーム（2000年）
- 海猿 （2004年～2012年）
- 守護神 (映画)（2006年）
- ボトム・ダウン（2006年。ノンフィクション映画）
- 空へ-救いの翼 RESCUE WINGS-（2008年）
- ザ・ディープ（2012年のアイスランド映画）
- 海難1890（2015年）エルトゥールル号遭難事件とその後の出来事を扱った作品

### 漫画
- 海猿 （1999年～）

### アニメ
- ガンバの冒険
- よみがえる空 -RESCUE WINGS-

### コンピューターゲーム
- セプテントリオン

### クラシック音楽
- 超絶技巧練習曲集 - ブライアン・ファーニホウによる組曲。